# Чемпионат мира по современному пятиборью среди юниоров 1965
I чемпионат мира по современному пятиборью среди юниоров проходил в Лейпциге  ГДР c 19-23 сентября 1965 года. Торжественное открытие чемпионата состоялось на центральной площади Лейпцига. Этим чемпионатом открывался новый этап развития современного пятиборья. В чемпионате приняло участие 22 пятиборца из 9 стран, в возрасте до 22 лет (1944 г.р. и моложе). В командном первенстве полными составами было представлено 6 команд:  Венгрия,  СССР,  ГДР,  Финляндия,  Швеция,  Дания.

## Команда СССР
Команда была представлена в следующем составе: Владимир Кряжев  Ростов-на-Дону, Андрис Калнынь  Рига, Эдуард Бароян  Ереван им всем по 21 году. Запасной в команде 20-летний Владимир Парамонов  Москва. До последнего момента на место в команде претендовал Сергей Лукьяненко  Москва, но на последних контрольных прикидках он выглядел не очень уверенно и поэтому тренерский совет решил поставить в команду Парамонова.

## Общий медальный зачёт
| Место | Страна    | Золото | Серебро | Бронза | Всего |
| ----- | --------- | ------ | ------- | ------ | ----- |
| 1     | Венгрия   | 2      | 0       | 1      | 3     |
| 2     | Швеция    | 0      | 2       | 0      | 2     |
| 3     | Финляндия | 0      | 0       | 1      | 1     |

## Фехтование
20 сентября 1965 г. Дворец спорта (большой зал).
На шести дорожках каждому пятиборцу предстояло провести 21 поединок.
Фехтование с 16 победами (1050 очков) выиграли Эдуард Бароян (СССР), по 1000 очков набрали Якобсон (Швеция) и Хайкала (Финляндия). Остальные советские пятиборцы выступили не очень успешно Кряжев — 750 очков, Калнынь еще меньше — 600 очков.
Технические результаты.
| Место | Спортсмен  | Победы | Очки |
| ----- | ---------- | ------ | ---- |
| 1.    | Э. Бароян  | 16     | 1050 |
| 2.    | Якобсон    | 15     | 1000 |
| 3.    | Хайкала    | 15     | 1000 |
| 4.    | Б. Ферм    | 14     | 950  |
| 5.    | Я. Боднар  | 13     | 900  |
| 6.    | М. Палведи | 12     | 850  |

## Стрельба
21 сентября 1965 г.
Первое место в стрельбе завоевал финский пятиборец С. Яхо с результатом 194 (1000 очков).
Из советских пятиборцев первым стрелял Бароян, он уверено отработал все серии и выбил 194 очка из 200 возможных. Несколько улучшил свое положение Калнынь, с результатом 190 он переместился на 11 место. А вот Владимир Кряжев В одной из серий он сделал промах и потерял все шансы на призовое место в личном первенстве.
Положение после двух видов.
Технические результаты. Личное первенство
| Место | Спортсмен  | Очки |
| ----- | ---------- | ---- |
| 1.    | Э. Бароян  | 2050 |
| 2.    | Якобсон    | 1890 |
| 3.    | Я. Боднар  | 1834 |
| 11.   | А. Калнынь | 1512 |
| 13.   | В. Кряжев  | 1486 |

## Плавание
22 сентября 1965 г.
В плавании не было равных Владимиру Кряжеву, показавшему 3.39,6 (1087 очков), второе время у венгерского пятиборца Я. Бонар 3.40,9. Неплохо выступили советские спортсмены — А. Калнынь показал пятое время, Бароян установил личный рекорд 4.04,0 (940 очков).
Положение после трех видов.
Личное первенство.
| Место | Спортсмен | Очки |
| ----- | --------- | ---- |
| 1.    | Э. Бароян | 2990 |
| 2.    | Я. Боднар | 2912 |

Командное первенство.
| Место | Команда   | Очки |
| ----- | --------- | ---- |
| 1.    | Венгрия   | 7503 |
| 2.    | Швеция    | 7351 |
| 3.    | Финляндия | 6836 |

## Верховая езда
23 сентября 1965 г.
Соревнования по верховой езде проходили по тому же маршруту, что и у взрослых пятиборцев 23 препятствия, только высота препятствий была уменьшена на 10 см и составляла 100—110 см. Советские спортсмены плохо выступили в конных соревнованиях: Кряжев, известный как очень хороший наездник, не смог справиться с лошадью и получил всего 690 очков, Калнынь и вовсе еле ели доехал до финиша, у него 95 очков. Эдуард Бароян сначала отлично начал прохождение маршрута и до 12 препятствия он не сделал ни одной ошибки. Но потом стал делать закидки, произошло падение с лошади и в итоге 640 очков. В результате советские пятиборцы лишились всех шансов на призовые места как в командном зачете, так и в личном первенстве.
- Технические результаты. Командное первенство. После 4 видов.

| 1 | Венгрия   |
| 2 | Швеция    |
| 3 | ГДР       |
| 4 | Финляндия |
| 5 | Дания     |
| 6 | СССР      |

## Бег
24 сентября 1965 г.
В отличие от взрослых пятиборцев, у которых длина кроссовой дистанции 4 км, юниоры бегут 3 км.
Советские спортсмены в беге показали хорошие результаты: В. Кряжев показал второе время, А. Калнынь пятое. Бароян закончил дистанцию с 16 временем. Командой советские пятиборцы в беге заняли 2 место и в итоге финишировали на 5 месте.
Первое место и звание чемпионов мира в командном зачете завоевали венгерские пятиборцы. А первым чемпионом мира среди юниоров стал Янош Боднар  Венгрия, второе место занял Бьерн Ферм  Швеция (будущий олимпийский чемпион 1968 года в личном первенстве) и бронзовую медаль получил М. Палвёлди  Венгрия.

## Итоговые результаты
Личное первенство.
| Дисциплина           | Золото                         | Серебро                      | Бронза                         |
| Индивидуальный зачет | Венгрия · Янош Боднар · 4994,5 | Швеция · Бьерн Ферм · 4940,5 | Венгрия · М. Палвелди · 4897,5 |

| 5  | Эдуард Бароян · СССР   | 4682,5 |
| 11 | Владимир Кряжев · СССР | 4430,5 |
| 20 | Андрис Калнынь · СССР  | 3792,5 |

Командное первенство.
| Дисциплина           | Золото  | Серебро | Бронза    |
| Командное первенство | Венгрия | Швеция  | Финляндия |

| 4 | ГДР   |
| 5 | СССР  |
| 6 | Дания |